# Джума (річка)
Джума (Тахта-Джамі) — річка в Криму завдовжки 8,5 км. Бере початок на північних схилах Внутрішньої гряди Кримських гір. Тече в північно-східному напрямку, впадаючи в Салгир з лівого берега, майже у хвостовій частині Сімферопольського водоймища. У нижньому плині річку перетинає траса Сімферополь—Алушта.
Тут на височині археологи виявили городище I ст. н. е. Швидше за все, другою лінією оборони древнього поселення були води колись повноводної річки. Городище одержало назву Тахта-Джамі (Тохта-Джамі), по імені прилеглого села. Нову назву село одержало в 1948 р. (друга післявоєнна хвиля перейменувань) на честь академіка Миколи Івановича Андрусова, що з 1896 р. до 1912 р. проводив у Криму геологічні дослідження й брав участь у складанні першої геологічної карти Криму. Сучасне село Андрусово розкинулося по обох бортах долини річки Джума. По руслу річки проходить центральна дорога через село, що виходить на автомагістраль Сімферополь — Алушта, зі східної сторони якої ще років десять тому був великий яблуневий сад, згодом вирубаний, щоб уникнути влучення пестицидів у водоймище. На місці саду нині розташувалося велике селище з новою кам'яною мечеттю в центрі, але зі старою назвою Тахта-Джамі, що значить «дерев'яна мечеть». Через село річка несе води по поглибленому руслу, а точніше по штучній канаві. Про біг води можна говорити умовно, як правило, русло річки пересихає. Джума впадає в Салгір вище від села Ферсманове (колись Тотайкой), названого так на честь академіка Олександра Євгеновича Ферсмана. Його перші роботи з мінералогії пов'язані з цими місцями.

## Лдерела
- (рос.) Ресурсы поверхностных вод СССР: Гидрологическая изученность. Том 6. Украина и Молдавия. Выпуск 3. Крым и Приазовье / Под ред. Б. М. Штейнгольца. — Л.: Гидрометеоиздат, 1964. — 128 с.
- Словник гідронімів України — К.: Наукова думка, 1979. — С. 169